# Тесля, Андрей Ефимович
Андрей Ефимович Тесля (1880 — ?) — депутат Государственной думы I созыва от Полтавской губернии

## Биография
Украинец, из крестьян деревни Степановка Васильевской волости Полтавского уезда Полтавской губернии. Учился в сельской школе.
- В 1898 г. окончил школу садоводства и огородничества.
- В 1899 г. окончил учительские курсы Уманского земледельческого училища.
- В 1900 г. — преподаватель специальных предметов полтавской школы садоводства и огородничества.
- В 1901 г. перешёл в школу садоводства, огородничества и лесоводства в Константинограде в связи с её открытием.
- С 1903 — помощник управляющего данной школы.

В 1904 году был выслан на Кавказ за пропаганду социалистических идей. Управляющий имениями и садовыми заведениями в Закавказье.
16 марта 1906 избран в Государственную думу I созыва от общего состава выборщиков Полтавского губернского избирательного собрания. Вошёл в Трудовую группу. Член комиссии по исполнению государственной росписи доходов и расходов и комиссии для разбора корреспонденции. Подписал законопроект о «О гражданском равенстве», законопроект «33-х» по аграрному вопросу, заявление об образовании местных земельных комитетов. Выступал в прениях по ответному адресу и аграрному вопросу.
10 июля 1906 года в г. Выборге подписал "Выборгское воззвание"  и осужден по ст. 129, ч. 1, п. п. 51 и 3 Уголовного Уложения, приговорен к 3 месяцам тюрьмы и лишен права быть избранным.
В 1906 г. редактор-издатель газеты «Крестьянский депутат», принимал участие в работе объединенной фракции Трудовой группы и Крестьянского союза в Государственной думы II созыва, некоторое время был её секретарём.
4—28 мая 1917 года в Петрограде на Первом Всероссийском Съезде Советов Крестьянских Депутатов избран товарищем председателя Съезда от украинских депутатов.
Дальнейшая судьба неизвестна.

## Сочинения
- А. Е. Тесля. Пути к наилучшему развитию Отечественного Садоводства. - Журнал "Садовод". 1913 г., № 1